# Благодатный (Волгоградская область)
Благода́тный — хутор во Фроловском районе Волгоградской области России. Входит в Лычакское сельское поселение. Население 50 человек (2010) .
Среди уроженцев: Герой Советского Союза И. Е. Бутенко.

## География
Хутор расположен в 23 км северо-восточнее посёлка Лычак.
В окрестностях три пруда.

## Население
| 2010 |
| ---- |
| 50   |

## Персоналии
Здесь родился Иван Ефимович Бутенко (1918—1943), Герой Советского Союза.

## Инфраструктура
В хуторе есть медучреждение, магазин.

## Транспорт
Дороги асфальтированные. Хутор стоит у дороги Фролово — Дудаченский.